# Хлопчина
«Хлопчина» (латис. «Puika») — радянський художній фільм режисера Айварса Фрейманіса, знятий за мотивами «Білої книги» Яніса Яунсудрабіньша на Ризькій кіностудії у 1977 році. Володар призу за кращий повнометражний ігровий фільм національного кінофестивалю «Великий Кристап»

## Сюжет
На далекому хуторі сім'я маленького Янциса орендує будинок і невелику ділянку землі. Дід — міцний кремезний чоловік, який міг відмовити у своїй повазі до людини, у якій бачив природну слабкість. Виключенням не був навіть Янцис. Бабуся стала багато в чому рідніше матері, яка після смерті чоловіка втратила почуття родини. Крім господарів, на хуторі жили наймичка Мара і її наречений Мікс, а також кульгавий Юркс — безтурботний жебрак каліка, друг Янциса. Як на свій вік міцний і рухливий, він справлявся з будь-якою роботою, на радість господаря, задовольняючись малим і не вимагаючи нічого натомість. Настав Новий Рік з його ворожінням і рядженими. Після свята — довга зима. Взуття у Янциса не було, і він всю зиму провів біля заледенілого вікна. Весна. На Великдень приймають гостей. Природа прокинулася, дід приніс з лісу банку з пахучим березовим соком. Піднялися трави, і хлопчик став водити на луг їх єдину корову. Літо — пора сінокосу. Янцис ніякої важливої роботи не робив, але намагався скрізь встигнути і всім допомогти. Іноді йому здавалося, що без нього просто неможливо обійтися. Настало свято Ліго. З сином хазяїна, який був на вісім років старше, Янцис дружив. Але коли в гості приїхали багаті родичі з сином Отіньшем, дружби наче й не було — обидва лобуря зло пожартували над бідним сусідом. В самому кінці літа у господині народився син. Додалося клопотів, треба було няньчити і колисати примхливе немовля. Осінь — прекрасний, але і жорстокий час, коли у всіх селянських дворах заколюють худобу. Глибокої ночі доводилося вставати з ліжка — в клуні чекав величезний оберемок свіжого льону. Янцис готовий був віддати все на світі за зайву годину сну, але він йшов, щоб день за днем одноманітно і сумно поганяти втомленого коня. Помер кульгавий Юркс, закінчивши своє довге, бідолашне життя. Сумні поминки Юркса замінили веселе святкування весілля Мари і Мікса. Пройшла ще одна зима, остання на цьому хуторі. Термін найму скінчився, і хлопчина з матір'ю вирушили в дорогу — шукати іншого господаря і інший дах над головою.

## У ролях
- Індар Лацис — Янцис
- Мара Ренце — мати Янциса
- Зігріда Лоренц — бабуся Янциса
- Петеріс Мартінсон — дід Янциса
- Едгар Лієпіньш — кульгавий Юркс
- Улдіс Ваздікс — хазяїн хутора
- Астріда Вецвагаре — хазяйка хутора
- Айгарс Гертнерс — хазяйський син
- Арія Стурніеце — Мара
- Роландс Загорскіс — Мікс
- Райтіс Пасторс — Отіньш
- Ромуалдс Анцанс — батько
- Імантс Адерманіс — епізод
- Освальд Берзіньш — епізод
- Гунар Плаценс — епізод
- Андрейс Жагарс — епізод
- Бієрантс Ігнатс — епізод
- Юріс Лайвіньш — епізод
- Яніс Лусенс — епізод
- Каспарс Пуце — епізод
- Ілзе Рудолфа — епізод
- Ілзе Ваздіка — епізод

## Знімальна група
- Автори сценарію: Імант Зієдоніс, Айварс Фрейманіс
- Режисер-постановник: Айварс Фрейманіс
- Оператор-постановник: Давіс Сіманіс
- Композитор: Мартіньш Браунс
- Художник-постановник: Інара Антоне
- Звукооператор: Ігор Яковлєв
- Режисер: Болеслав Ружс
- Оператор: Валдемар Ємельянов
- Художній керівник: Роланд Калниньш
- Художник-декоратор: Вісвалдіс Трейс
- Художник по костюмам: Айна Фрішфелде, Ілга Кришевича
- Художник-гример: Еліта Скринджевська
- Монтажер: Ліене Баліня
- Редактор: Антон Брок
- Музичний редактор: Микола Золотонос
- Майстер по освітленню: Ірина Дзірланга
- Асистенти режисера: Олександр Жуковскіс, Еріка Буркевича, Беніта Лаце
- Асистенти оператора: Алвіс Менготс, Айварс Дамбекалнс
- Асистент художника: Юріс Байкс
- Помічник режисера: Алдона Гуте
- Адміністративна група: Алдіс Мігла, Анда Матісоне, Яніс Грунте
- Директор: Лілія Лієпиня